# Người Kumyk

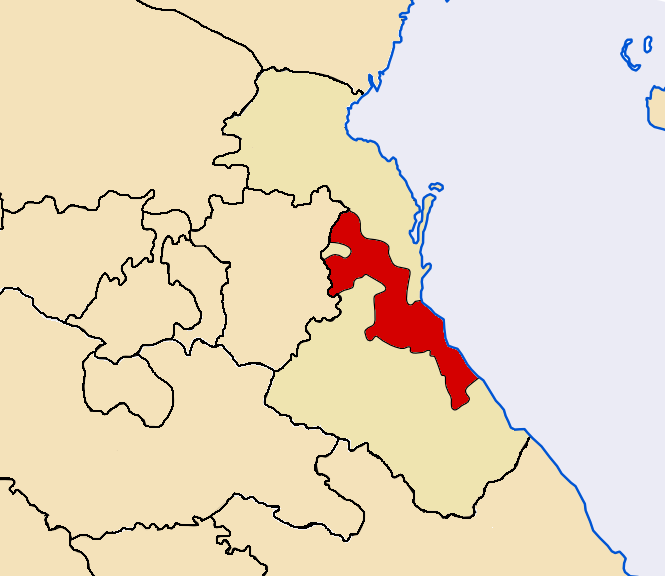
Vùng có người Kumyk

Người Kumyk (tiếng Kumyk: къумукълар, qumuqlar, tiếng Nga: кумыки) là dân tộc bản địa thuộc nhóm sắc tộc Turk cư trú ở vùng ngày nay là Dagestan, Chechnya, Bắc Ossetia, và một số nước thuộc Liên Xô cũ, cùng với nước lân cận là Thổ Nhĩ Kỳ.
Người Kumyk cư trú trên cao nguyên Kumyk, ở phía bắc Dagestan và phía đông bắc Chechnya, vùng đất giáp biển Caspi, các khu vực ở Bắc Ossetia, Chechnya và dọc theo bờ sông Terek, và là cộng đồng Turk lớn nhất ở Bắc Kavkaz. Dân số Kumyk ở Liên bang Nga cỡ 503 ngàn (2010), và tại Thổ Nhĩ Kỳ cỡ 10 ngàn.
Người Kumyk nói tiếng Kumyk, một ngôn ngữ thuộc Ngữ hệ Turk. Cho đến những năm 1930 tiếng Kumyk là Lingua franca (ngôn ngữ cầu nối) của vùng Bắc Kavkaz.
Lãnh thổ nơi người Kumyk từng sinh sống và nơi các thực thể nhà nước lịch sử của họ từng tồn tại, được gọi là Kumykia (tiếng Kumyk: Къумукъ, Qumuq). Trong lịch sử họ đã từng lập ra nhà nước độc lập là Tarki Shamkhalate.